# 150046 Cynthiaconrad
150046 Cynthiaconrad este o planetă minoră (asteroid) din centura de asteroizi. A fost descoperită pe 1 decembrie 2005 la Observatorul Național Kitt Peak de Marc Buie⁠(d). 
Obiectul prezintă o orbită caracterizată de o semiaxă mare de 2,9522568943394 UAi, o excentricitate de 0,04, o înclinație de 11 ° în raport cu ecliptica.